# 展毛翠雀花
展毛翠雀花（学名：Delphinium kamaonense var. glabrescens）为毛茛科翠雀属下的多年生草本植物，为光序翠雀花的变种。

## 形态
株高25厘米以上, 复总状花序。每朵花有5个萼片, 为花瓣状, 花色为深蓝或淡蓝色, 偶见白色花。蓇葖果长约1厘米; 种子呈四面体形，沿棱有狭翅。7-8月开花, 果期8月中下旬开始。

## 扩展阅读
- 維基物種上的相關：展毛翠雀花